# Joan Pau Clarós i Presas
Joan Pau Clarós i Presas (Barcelona, 1749 - ?, 1827) fou un guerriller català. Era un antic militar, ajudant major que havia estat del Batalló lleuger de Girona, i que s'havia distingit en la Guerra Gran i més tard en la Guerra del Francès.
La Junta Superior de Govern del Principat de Catalunya li va donar el comandament del Segon terç de Miquelets, creat a Figueres el 15 de maig de 1808, al capdavant del qual interceptava els combois de l'enemic que anaven o venien de França. El 23 de juliol de 1808, prop de Molins de Rei va derrotar una divisió francesa, causant-los més de 300 baixes i la pèrdua de tot el comboi. Poc després va atacar i va batre al general Reille i a les ordres del general Caldagués va acudir en auxili de Girona, amb Milans i Baget, els sometents i les guerrilles, obligant Guillaume Philibert Duhesme a aixecar el setge de la ciutat, que havia de conquistar el gloriós títol d'"immortal", i regirant-se contra Reille, el va perseguir pel camí de França sense deixar-li un punt de repòs. Va participar en el segon setge de Girona juntament amb Milans i Baget, penetrant fins a Sant Medir però no va poder impedir la caiguda de la ciutat.
Clarós va participar amb Milans i altres caps en una conjura per alliberar Barcelona dels francesos, arribant amb els seus guerrillers a tir de canó de la plaça de l'Àngel (9 de març de 1809). Un temporal va impedir als altres guerrillers travessar el Besòs i els vaixells anglesos van haver d'allunyar-se per lliurar-se de la tempestat, sense poder auxiliar-los. Clarós va trencar el cèrcol en què van pretendre tancar-li els seus enemics, i poques hores després va lluitar aferrissadament a Molins de Rei. Després va atacar combois francesos al pont de Campmany i a Darnius. Després del triomf de Besalú, la Junta Suprema Central va autoritzar al capità general de Catalunya per recompensar al tinent coronel Clarós pels "continuats i grans serveis que li distingeixen". Clarós era el malson del mariscal Augereau i de les seves tropes, i els combois francesos no podien passar de la frontera a Espanya. Va penetrar a França juntament amb Rovira (setembre de 1810), va imposar contribucions, i es va apoderar de les armes dels guàrdies nacionals de nombrosos pobles.
Llinatge Clarós-Presas: Era fill de Joan Pau Clarós Soler, i María Teresa Preses. Es va casar amb María Teresa Draper, i va tenir almenys dos fills, Francisco de Paula i Pedro Clarós i Draper, pare de Joan de Clarós i de Ferran (Baró de Prado Hermoso). Joan Clarós va morir en 1827. El descendent actual de Juan de Clarós i de Ferran és Domingo Neuenschwander de Clarós (Baró de Prado Hermoso).